# Agnès Nanquette
Agnès Nanquette, née le 24 décembre 1923 à Fumay et morte le 18 février 1976  à Marseille, est une peintre et écrivaine française.

## Biographie
Elle est, de 1948 à 1949, l'épouse de Bernard Buffet, rencontré durant leurs études aux Beaux-Arts de Paris.
Elle a aussi dessiné des décors et costume de théâtre.

## Œuvres
- J’irai aimer ailleurs, Paris, Éditions Gallimard, coll. « Blanche », 1959, 228 p.  (ISBN 2070246841)
- De A à Z, Paris, Éditions Gallimard, coll. « Blanche », 1963, 168 p.  (ISBN 207024685X)
- Les Borgnes, Paris, Éditions Gallimard, coll. « Blanche », 1965, 264 p.  (ISBN 2070246868)

## Expositions
- 1959: Exposition de 3 jeunes peintres: Nanquette, Michel Girard, Patrice Mesnier. Galerie Sons et Couleurs, Paris